# Sideromelan

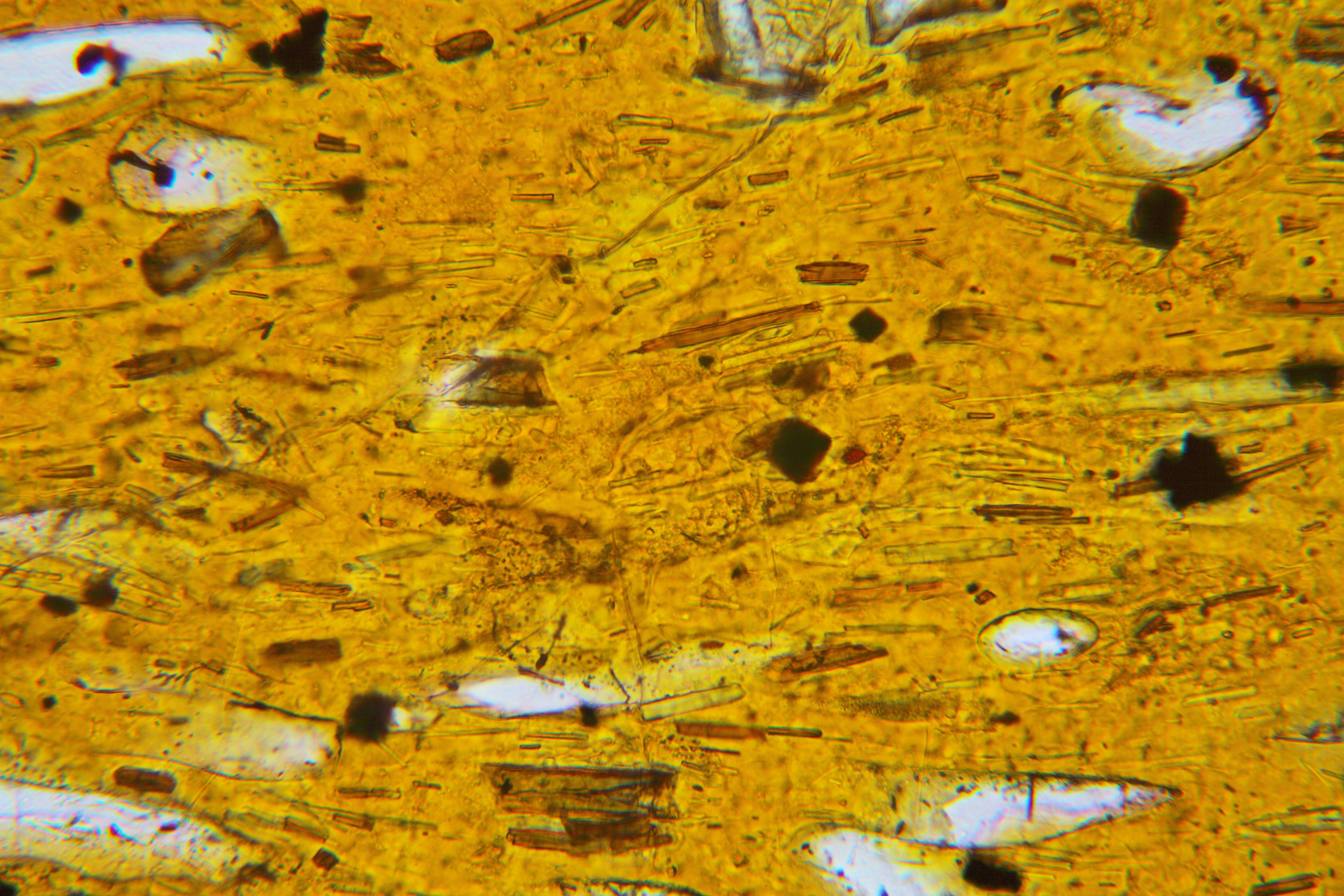
Dünnschliff durch einen Sideromelan vom Vogelsberg im linear-polarisierten Licht.

Sideromelan ist in der Petrographie die Bezeichnung für ein Gesteinsglas basaltischer Zusammensetzung. Nach der aktuellen Definition der International Union of Geological Sciences ist Sideromelan dabei speziell das weitverbreitete, durchsichtige Basaltglas, welches bei submarinen Vulkanausbrüchen oder jeder Interaktion von Wasser und Magma entsteht.

## Historische Entwicklung der Bezeichnung und Abgrenzung

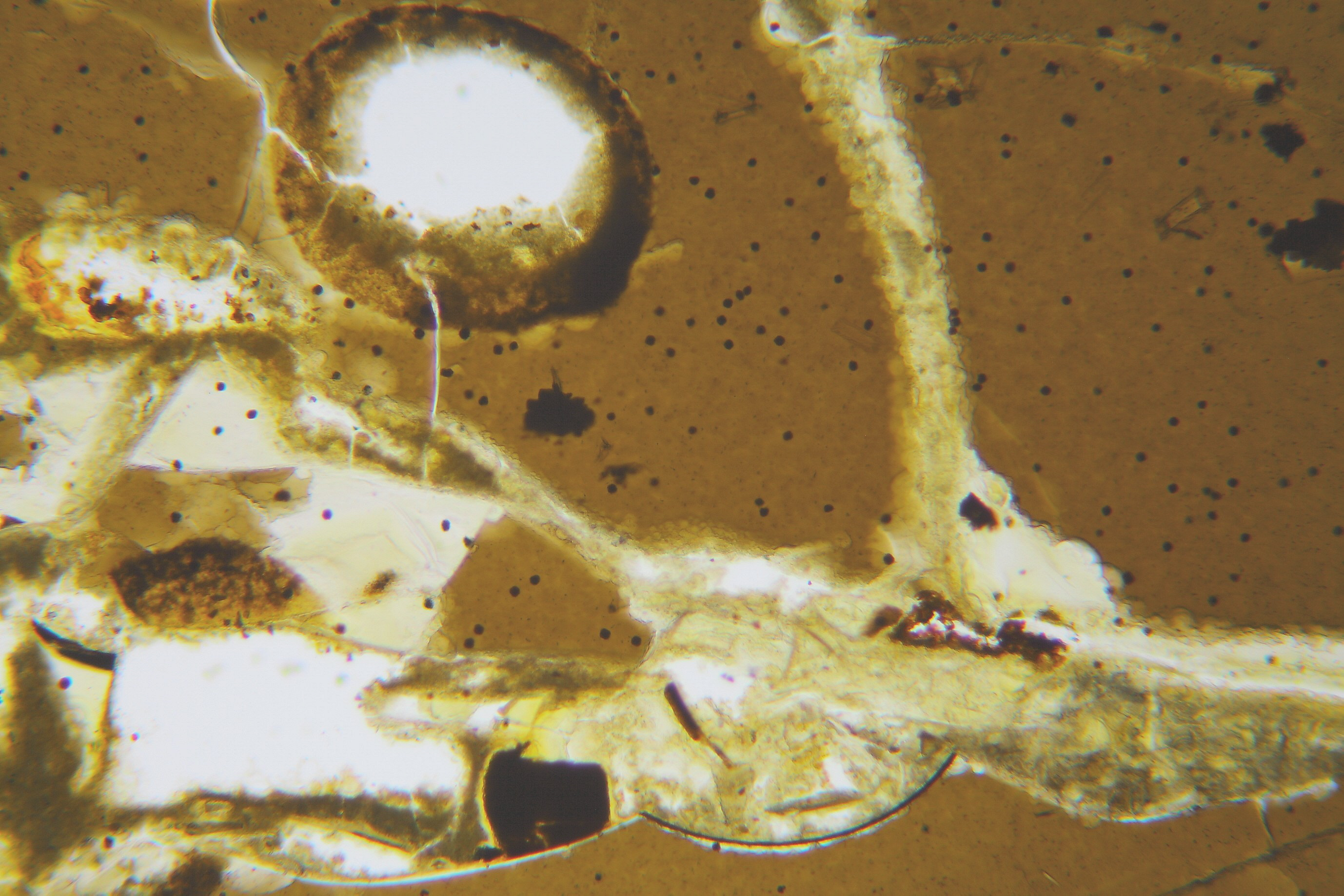
Sideromelan in einem Palagonit von Island. Dünnschliff, linear-polarisiertes Licht.

Der Begriff wurde erstmals von dem Geologen Wolfgang Sartorius von Waltershausen im Jahre 1853 verwendet, um eine schwarze, glasige Substanz zu bezeichnen, die er in Palagoniten auf Sizilien gefunden hatte, und die er für ein Mineral hielt. Später wurde der Begriff dann generell für frische, homogene, transluzente Basaltgläser mit im Dünnschliff blassgrünem oder hellbraunem Farbton verwendet. Auch die erste Auflage der IUGS-Definition bezog sich auf diese breite Definition.
Die Abgrenzung des Begriffs zu dem ähnlichen Gestein Tachylit ist nicht ganz scharf, und in der geologischen Literatur wird darauf hingewiesen, dass beide Begriffe mitunter auch synonym verwendet werden.

## Eigenschaften
Frischer Sideromelan ist schwarz und von glasigem Glanz. Das Material bildet keine größeren, zusammenhängenden Massen, sondern überzieht meist nur als dünne Kruste die Oberflächen von schockartig abgekühlten Basaltlaven. In Hyaloklastiten und Palagoniten bildet es häufig scherbige oder bruchstückartige Strukturen aus. Im Dünnschliff ist es meist schwach bräunlich bis hell kaffeebraun und weist einen recht hohen Brechungsindex im Bereich von 1,53–1,58 (nach anderen Quellen bis zu 1,62) auf. Die Dichte bewegt sich im Bereich von 2,70 bis 2,85 g/cm3.